# Joseph McKenna
Joseph McKenna (ur. 10 sierpnia 1843 w Filadelfii, zm. 21 listopada 1926 w Waszyngtonie) – amerykański polityk.

## Życiorys
Urodził się 10 sierpnia 1843 roku w Filadelfii, jednak niedługo po jego narodzinach, rodzina przeniosła się do Benicii. Ukończył St. Joseph’s College i Collegiate Institute at Benicia, a następnie został przyjęty do palestry. W 1866 roku został prokuratorem okręgowym hrabstwa Solano. W latach 1875–1876 zasiadał w Zgromadzeniu Stanowym Kalifornii. W 1884 roku został wybrany członkiem Izby Reprezentantów z ramienia Partii Republikańskiej. Osiem lat później zrezygnował z mandatu, by przyjąć propozycję Benjamina Harrisona objęcia stanowiska sędziego okręgowego. 5 marca 1897 roku został mianowany przez Williama McKinleya prokuratorem generalnym. Funkcję tę pełnił do 1898 roku, kiedy to został zaprzysiężony na sędziego Sądu Najwyższego. W najwyższym organie judykatywy zasiadał do czasu rezygnacji w 1925 roku. Zmarł 21 listopada 1926 roku w Waszyngtonie.